# 足立たかふみ
足立 たかふみ（あだち たかふみ、1972年6月21日 - ）は、日本の漫画家。福岡県出身。

## 略歴
福岡県に生まれ、神奈川県横浜市で育つ。理系大学在籍中に『月刊電撃コミックガオ!』に初投稿した後、アシスタントとして吉富昭仁に師事。2001年に『分解屋ピット』で第48回新人コミック大賞少年部門佳作受賞。2005年以降は主に『コロコロコミック』系列誌で活動している。

## 作品リスト

### 連載
- D・Mファイター焔（小学館、『別冊コロコロコミック』、2005年 - 2007年）
- カンフー・パンダ（角川書店、『ケロケロエース』、シナリオ：大隈斑貂、2008年）
- メタルファイト ベイブレード（小学館、『月刊コロコロコミック』、2008年 - 2012年）
- メタルファイト ベイブレード ZERO G（小学館、『月刊コロコロコミック』、2012年）
- 友情装着!ブットバースト（小学館、『別冊コロコロコミック』、2013年 - 2014年）
- バレエヒーロー・ファンタジー ダンの冒険（新書館、『Dancin'』、監修：スティーヴン・マクレイ、原案協力：王妃、2013年 - ）
- マジンバトル（アスキー・メディアワークス、『デンゲキバズーカ!!』、原作：永井豪、石川賢、2015年 - 2016年）
- 乙女装甲アルテミス（小学館、『マンガワン』、2019年）
- アニマギア（小学館、『コロコロイチバン!』、原作：一晴よしひろ、2020年 - 2021年）
- アニマギアDE（小学館、『コロコロイチバン!』、原作：一晴よしひろ、2021年 - 2022年）
- 戦場のフーガ 鋼鉄のメロディ（ファミ通.com、原作：サイバーコネクトツー、2021年 - ）

### 読み切り
- 分解屋ピット（小学館、『週刊少年サンデー超』、2001年）
- タッグ!（小学館、『少年サンデー特別増刊R』 SPRING 2002年4月15日号）
- ハイパー★ボッチ（小学館、『少年サンデー特別増刊R』 AUTUMN 2002年11月7日号）
- デュエル・マスターズ デュエルしようぜ!!（小学館、『小学二年生』 2007年2月号）
- オトダマスター音速伝達コミック（小学館、『月刊コロコロコミック』2007年9月号付録）
- わんだふるニャンDAY（竹書房、『月刊まんがくらぶ』2013年2月号）
- ウチのネコかぞく（メディアックス、『なごみの猫ばなし』 2015年ほのぼの春号）
- メタルファイト ベイブレード ソウルバースト（小学館、『コロコロアニキ』2019年夏号）

### その他
- にくきゅう投稿最前線（メディアワークス、『月刊電撃コミックガオ!』、読者ページの企画・カット担当）※YUMESUKE名義
- デュエル・マスターズ関連カット（全方位カードファイルVol.6 - 10、『月刊コロコロコミック』、『別冊コロコロコミック』など）
- ワクワク☆かっこいい 男の子のおはなし冒険島（ナツメ社、著：山田理加子、2012年）※「さるかにかっせん」の絵を担当
- ワクワクかっこいい めいろあそび（ナツメ社、著：奥谷敏彦、甲谷勝、2013年）※「スペースパトロールたい、出動!」の絵を担当
- GIRLS und PANZER新章・外伝 シルバーファングお銀（甲冑娘、激突!女子高生お色気戦車軍団12 - 14巻寄稿、2018年 - 2019年）
- 仇（DIG、復習アンソロジー『リベンジャーズ』寄稿、2023年）

## 関連人物

### アシスタント
- 瀬戸カズヨシ
- 御狐ちひろ
- 出水ぽすか